# Besenkapelle (Kempten)

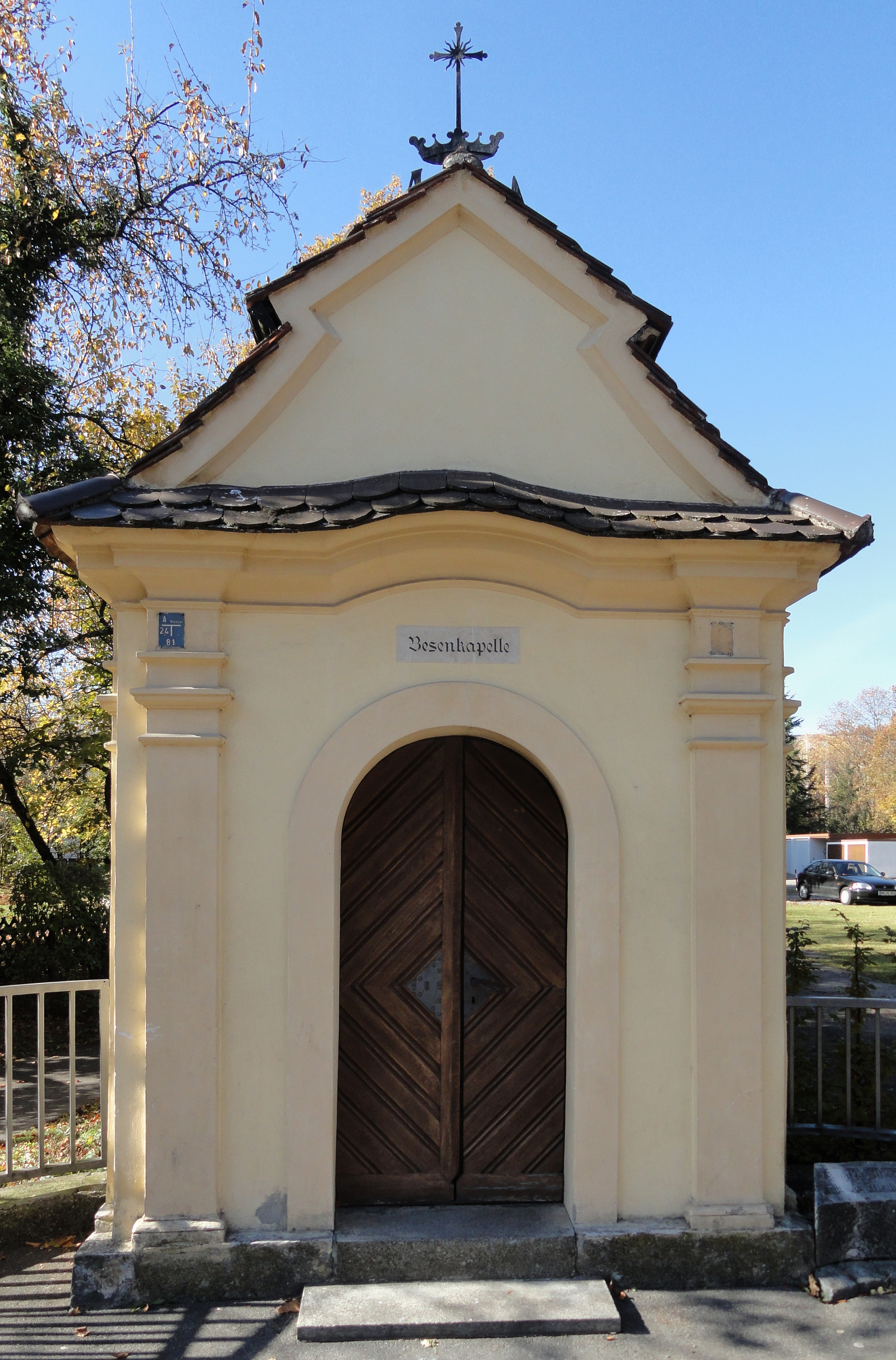
Die Besenkapelle an der Memminger Straße in Kempten

Die Besenkapelle ist ein um 1740 für Franz Georg Hermann erbautes, denkmalgeschütztes kleines Kirchenbauwerk der Katholiken an der Memminger Straße in Kempten. Hermanns Wohnhaus, das als Katholisches Waisenhaus bezeichnet wird, befindet sich direkt neben der Kapelle. Der pilastergegliederte Bau zeigt in Ost-West-Richtung und hat eine längsovale Pendentifkuppel.
Die Kapelle befindet sich auf dem Grundstück Memminger Straße 61.
An der Westgiebelfront befindet sich zwischen Ecklisenen unter einem Gesims der Rundbogeneingang, der in einen kurzen, flachgedeckten Vorraum mit Rundbogenarkade führt. Der gerade geschlossene Hauptraum hat einen seitlich hochgezogenen Sims, welcher durch Ovalfenster gestört wird. Die Längsovalkuppel ruht auf Pendentifs. Das Fresko aus dem Jahr 1928 zeigt die Heilige Familie. Erstellt wurde es von Siegfried Boeck.
Der Altar stammt aus dem späten 19. Jahrhundert und ist mit einem Gemälde ausgestattet. Dieses stellt Christus als Kinderfreund dar und stammt von Johannes B. Kaspar aus dem Jahr 1860.
Die Kapelle erhielt ihren Namen, weil Reisigbesen als Symbol der Reinigung geopfert wurden, in der Hoffnung, von Furunkeln und Geschwüren befreit zu werden.